# Lamprochernes minor
Lamprochernes minor är en spindeldjursart som beskrevs av Clarence Clayton Hoff 1949. Lamprochernes minor ingår i släktet Lamprochernes och familjen blindklokrypare. Inga underarter finns listade i Catalogue of Life.